# Pseudochromis fridmani
Pseudochromis fridmani jest to gatunek ryby z rodziny diademkowatych (Pseudochromidae). Do 2014 r. najprawdopodobniej nie ustalono polskiej nazwy systematycznej tego gatunku. Angielska nazwa potoczna to orchid dottyback. Jest to gatunek endemiczny, występuje w Morzu Czerwonym.
Ryba osiąga do 6,3 cm długości. Żyje w tropikalnych wodach morskich, do głębokości 60 m, w pobliżu raf koralowych. Chroni się w otworach i pod występami. 
Gatunek jest rozmnażany i hodowany w niewoli i ma pewne znaczenie handlowe jako ryba akwariowa, ceniona ze względu na swoje charakterystyczne efektowne ubarwienie. 